# 婁煩県
婁煩県（ろうはん-けん）は中華人民共和国山西省太原市に位置する県。

## 歴史
889年（龍紀元年）、唐代により楼煩監に憲州が置かれ、楼煩県が設置された。1369年（洪武2年）、明代により廃止された。
1971年、静楽県より婁煩県が分割設置され現在に至る。

## 行政区画
- 鎮:婁煩鎮、静游鎮、杜交曲鎮
- 郷:馬家荘郷、蓋家荘郷、米峪鎮郷、天池店郷